# Die Rheinquellen
Die Rheinquellen waren eine eher konservative deutschsprachige Tageszeitung für den Schweizer Kanton Graubünden, hergestellt in Chur. Sie erschienen von 1856 bis 1860 als Nachfolgerin der Churer Zeitung (1800–1856). Da «Die Rheinquellen» wirtschaftlich floppten, wurde der Titel 1860 aufgegeben. Im gleichen Verlag, aber mit anderer Redaktion erschien nachher die Neue Bündner Zeitung (1860–1865).

## Geschichte

### Erbitterte Konkurrenz
1856 buhlten vier deutschsprachige Zeitungen um die Gunst der wenigen Bündner Leser: Die Bündner Zeitung (1830–1858), Der Liberale Alpenbote, das Bündner Tagblatt und «Die Rheinquellen». Die konkurrierenden Blätter feindeten sich gegenseitig an. Die Streitigkeiten wurden mehrmals vor Gericht ausgetragen.

### Graubünden erfährt von der Industrialisierung
Neben den einheimischen Zeitungen drängten auch ausserkantonale Zeitschriften auf den Bündner Markt. Diese feierten die Erfolge der Industrialisierung und verherrlichten den neuen bürgerlichen Reichtum. Die Kunde vom Maschinenzeitalter faszinierte auch die Bündner Bevölkerung, sie löste aber zugleich Befürchtungen aus. Die einen beklagten die Rückständigkeit der Alpenregion, die andern befürchteten den Untergang der kulturellen Eigenarten. Als um 1865 der Alpentourismus aufkam – auch eine Folge der Industrialisierung –, fand Graubünden seine wirtschaftliche Nische.

### Lamento
«Die Rheinquellen» bejammerten das Interesse an den ausserkantonalen Zeitschriften und Ereignissen. In zeittypischem Pathos redeten sie ihrer Leserschaft ins Gewissen: «O, dass Euch doch der ganze Lokal-Rhein entginge! Damit Ihr Euern Durst in der Aare, im Zürichsee und in der Donau löschen müsstet.»

### Verlegerischer Neustart
Trotz wiederholter Hinweise auf die eigene bedrohte Situation fanden «Die Rheinquellen» nur eine geringe Leserschaft und erwirtschafteten finanzielle Verluste. Die Umbesetzung der Redaktion brachte auch keinen Erfolg. So entschloss man sich 1860 für einen Neustart: Das Personal wurde erneut ausgewechselt und das Blatt wurde umbenannt in Neue Bündner Zeitung (1860–1865).